# Nokia 2626
De Nokia 2626 behoort tot Nokia's instapmodellen. Het toestel is voorzien van een fm-radio, verschillende functies voor het gemakkelijk beheren van sms'jes, een geïntegreerde handsfree speaker en een spraakrecorder.